# EBay Enterprise
eBay Enterprise (früher GSI Commerce Inc.) war ein US-amerikanisches Unternehmen mit Sitz in King of Prussia. 

Ehemaliges Logo

Das 1995 von Michael Rubin als Global Sports Inc. gegründete E-Commerce-Unternehmen war spezialisiert auf die Entwicklung und den Betrieb von Onlineshops für sogenannte Brick-and-Mortar-Handelsmarken und Retailer und hatte nach eigenen Angaben mehr als 500 Kunden, darunter Toys'R'Us, RadioShack, Dick's Sporting Goods, Sports Authority, Ace Hardware und Timberland. (Stand 2010)
Im ersten Geschäftsjahr erwirtschaftete GSI mit 195 Mitarbeitern einen Umsatz von 5,5 Millionen US-Dollar. Die erste Website ging am Nachmittag des 5. Oktobers online.
2000 wurde ein Lager zum Fulfillment in Louisville (Kentucky) eröffnet. Mit mehr als doppelter Zahl an Angestellten verachtfachten sich die Umsätze.
Die Umbenennung in GSI Commerce Inc. erfolgte 2002. In Melbourne (Florida) eröffnete ein Callcenter und die Zahl der Mitarbeiter stieg auf 935 bei 172,6 Millionen US-Dollar Umsatz.
Das Unternehmen Aspherio, S.L aus Barcelona wurde 2005 übernommen und die Umsätze stiegen auf 440 Millionen US-Dollar bei 1644 Mitarbeitern.
Seit Frühjahr 2010 ist GSI Commerce an dem deutschen Hersteller von Onlineshops Intershop Communications beteiligt.
Am 28. März 2011 gab Ebay bekannt, dass sie GSI Commerce für rund 2,4 Milliarden US-Dollar übernehmen werden. Die Übernahme wurde am 20. Juli abgeschlossen. Daraufhin wurde das Unternehmen in eBay Enterprise umbenannt. Vier Jahre später trennte sich eBay wieder vom Unternehmen.
eBay Enterprise betrieb weltweit 27 Fulfillment-Center, darunter eines in Halle (Saale).
eBay Enterprise wurde 2016 in die Radial Inc. umformiert.